# 盧尼涅茨區
盧尼涅茨區（羅馬化：Luninetskiy rayon）是白俄羅斯西南部布列斯特州的一個區，行政中心为盧尼涅茨，面積2,708.51平方公里，2009年人口73,200，人口密度每平方公里27.02人。